# Hayley Orrantia

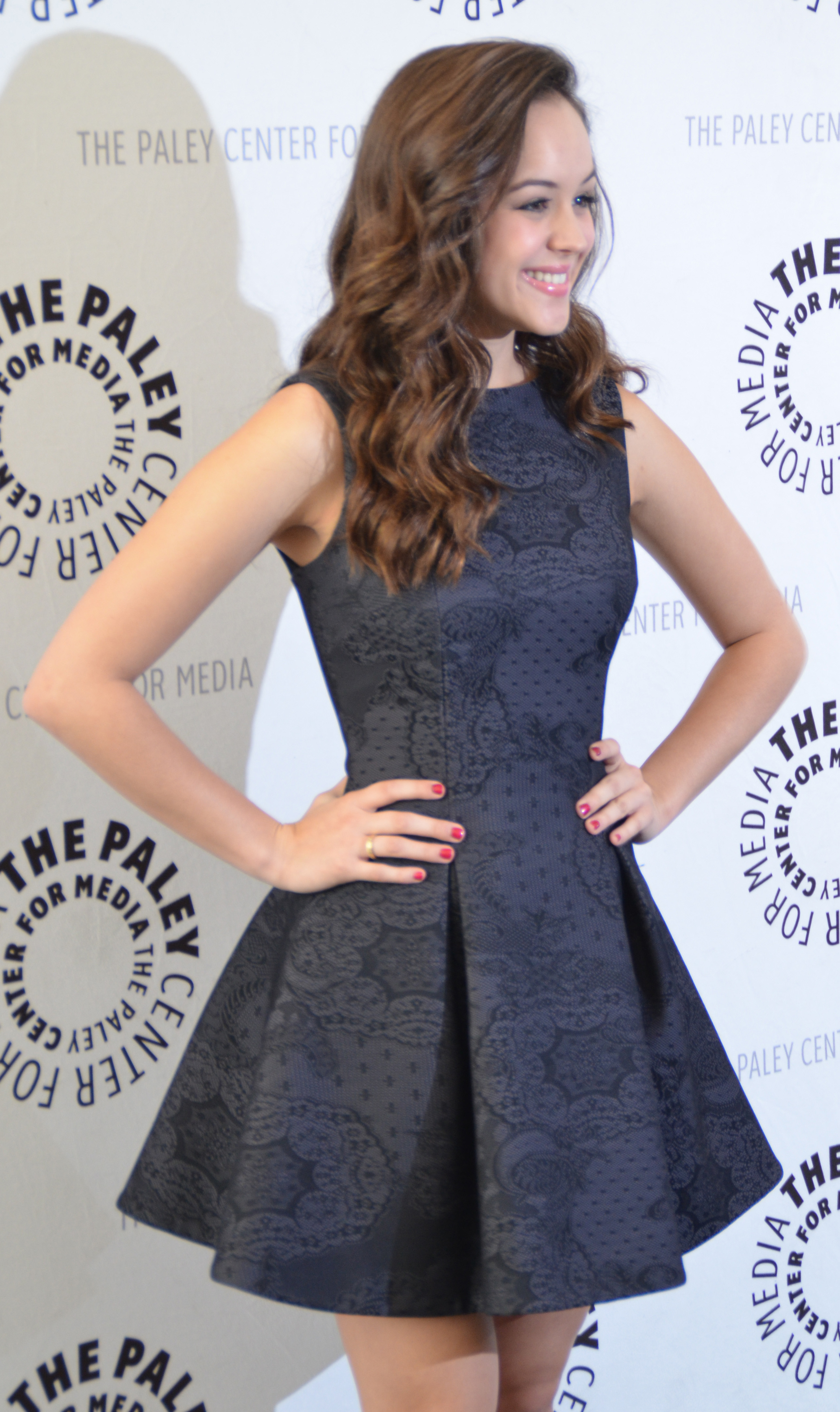
Hayley Orrantia (2014)

Sarah Hayley Orrantia (* 21. Februar 1994 in Arlington, Texas), besser bekannt als Hayley Orrantia, ist eine US-amerikanische Schauspielerin. Sie erlangte Bekanntheit für ihre Verkörperung der Erica Goldberg in der Comedyserie Die Goldbergs.

## Biografie
Hayley Orrantia wurde im texanischen Arlington geboren und wuchs in der Nähe in Grand Prairie und Highland Village auf. Sie ist mexikanischer Abstammung. Sie besuchte die Edward S. Marcus High School in Flower Mound.
Orrantia begann im Alter von 13 professionell zu singen und Lieder zu schreiben, und lernte ab 15 Klavier. Sie sang das Lied Magic of a Friend im Disney-Film Tinkerbell and the Lost Treasure. Mit 15 spielte sie in einem Werbespot für Sprint mit und war Background-Sängerin auf den Soundtracks von Camp Rock 2: The Final Jam und Hannah Montana Forever. 2011 spielte sie im Independent-Film Cooper and the Castle Hills Gang mit, der auf dem Dallas International Film Festival prämierte.
Später bewarb sie sich für die erste Staffel von The X Factor in den USA und wurde dort Teil der Band namens Lakoda Rayne, die es bis in die fünfte Woche der Live-Shows brachte.
Seit 2013 ist Orrantia als Erica Goldberg in der ABC-Comedyserie The Goldbergs zu sehen.
Ihre erste eigene Single Strong, Sweet & Southern dreht sich um traditionelle Werte im Süden der Vereinigten Staaten. Das im Oktober 2016 veröffentlichte Musikvideo dazu wurde in Nashville gedreht.
Im Mai 2022 erreichte Orrantia als Ringmaster im Finale der siebten Staffel des US-amerikanischen Ablegers von The Masked Singer den zweiten Platz. In der zwölften Staffel präsentierte sie mehrere Hinweise zur Identität der Kandidatin Strawberry Shortcake (Amanda Michalka).

## Filmografie (Auswahl)
- 2011: Cooper and the Castle Hills Gang
- 2011: The X Factor (Fernsehsendung, Staffel 1)
- 2013–2023: Die Goldbergs (The Goldbergs, Fernsehserie, 228 Folgen)
- 2016: Gott ist nicht tot 2 (God’s Not Dead 2)
- 2016: Roommates (Webserie, 7 Folgen)
- 2019: Schooled (Fernsehserie, 4 Folgen)
- 2020: Find a Way or Make One (Miniserie, Folge 1x05)
- 2021: Christmas Is Canceled

## Diskografie

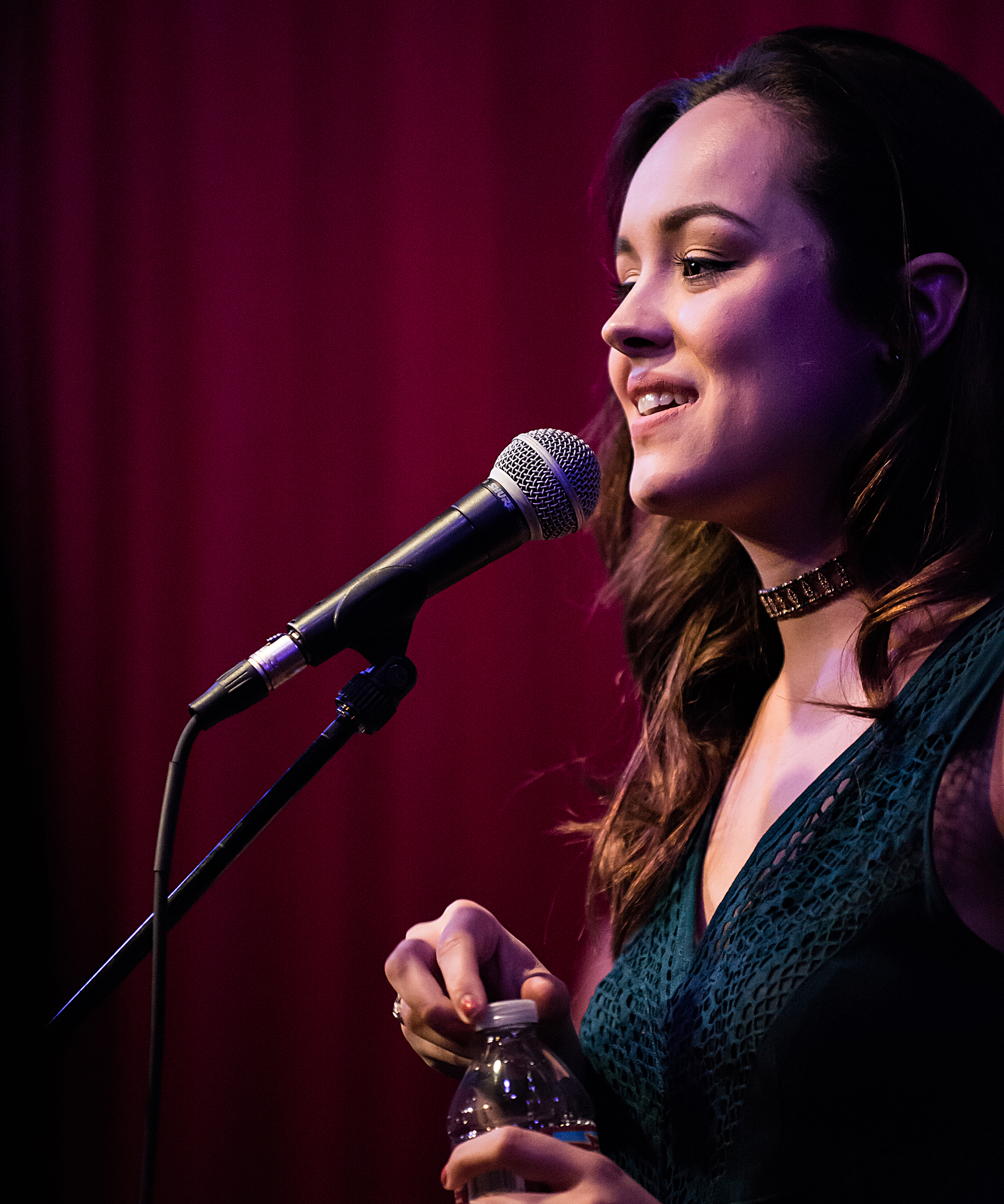
Auftritt in Los Angeles (2016)

Singles
- 2016: Strong, Sweet & Southern
- 2017: Give Me Back Sunday